# Třída Churruca
Třída Churruca byla třída torpédoborců španělského námořnictva. Jednalo se o derivát britských torpédoborců třídy Scott. Celkem bylo postaveno 16 jednotek této třídy. Španělské námořnictvo je provozovalo v letech 1928–1965. Bojově byly nasazeny repulikánským námořnictvem za španělské občanské války, ve které byl jeden torpédoborec potopen. Po republikánské prohře byly buď ukořistěny nacionalisty, nebo internovány třetí stranou a později vráceny Španělsku. Zahraničním uživatelem třídy bylo argentinské námořnictvo, které dva torpédoborce provozovalo v letech 1927–1961.

## Pozadí vzniku
Torpédoborce třídy Churruca byly vyvinuty s britskou pomocí ve španělské loděnicí SECN v Cartageně. Jejich konstrukce vycházela z britských torpédoborců třídy Scott. V letech 1922–1927 byla objednána stavba devíti torpédoborců první skupiny, přičemž první dvě jednotky byly před dokončením prodány Argentině. V roce 1929 bylo objednáno dalších sedm jednotek druhé skupiny. Celkem tak bylo postaveno 16 torpédoborců této třídy. Torpédoborce byly na vodu spuštěny v letech 1925–1933 a do služby byly zařazovány v letech 1927–1937.
Jednotky třídy Churruca:
| ARA Cervantes (ex Churucca)           | 1924 | 1925 | 1927 | Před dokončením prodán Argentině. Vyřazen. |
| ARA Juan de Garay (ex Alcalá Galiano) | 1924 | 1925 | 1927 | Před dokončením prodán Argentině. Vyřazen. |
| Sánchez Barcáiztegui                  | 1924 | 1926 | 1928 | Dne 5. března 1939 poškozen náletem. Vyřazen 1964. |
| Almirante Ferrándiz                   | 1927 | 1928 | 1929 | Dne 29. září 1936 poblíž Gibraltaru potopen nacionalistickým křižníkem Canarias. |
| José Luis Díez                        | 1927 | 1928 | 1929 | Dne 31. prosince 1938 poškozený internován v Gibraltaru. Později předán nacionalistickému námořnictvu. Vyřazen 1965.                                                                |
| Lepanto                               | 1928 | 1928 | 1930 | Vyřazen 1957. |
| Churucca                              | 1929 | 1929 | 1931 | Dne 12. srpna 1937 poškozen italskou ponorkou Jalea. Vyřazen 1963. |
| Alcalá Galiano                        | 1929 | 1929 | 1931 | Vyřazen 1957. |
| Almirante Valdés                      | 1930 | 1930 | 1933 | Vyřazen 1957. |
| Almirante Antequera                   | 1930 | 1930 | 1935 | Vyřazen 1965. |
| Almirante Miranda                     | 1931 | 1931 | 1936 | Vyřazen 1970. |
| Gravina                               | 1931 | 1931 | 1936 | Vyřazen 1963. |
| Escaño                                | 1931 | 1932 | 1936 | Vyřazen 1963. |
| Císcar                                | 1932 | 1932 | 1936 | Dne 19. října 1937 potopen nacionalistickým letectvem, opraven ve Ferrolu a dne 28. února 1939 zařazen nacionalistickým námořnictvem. Dne 17. října 1957 ztroskotal poblíž Ferrolu. |
| Jorge Juan                            | 1932 | 1933 | 1937 | Vyřazen 1959. |
| Ulloa                                 | 1933 | 1933 | 1937 | Vyřazen 1963. |

## Konstrukce

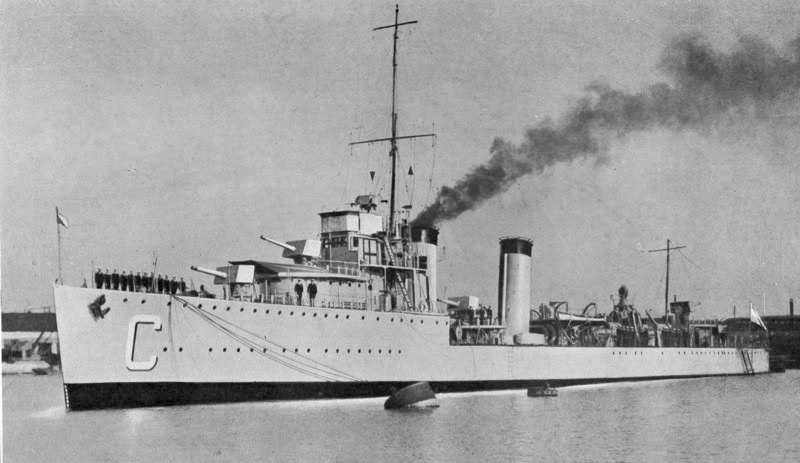
Argentinský torpédoborec ARA Cervantes

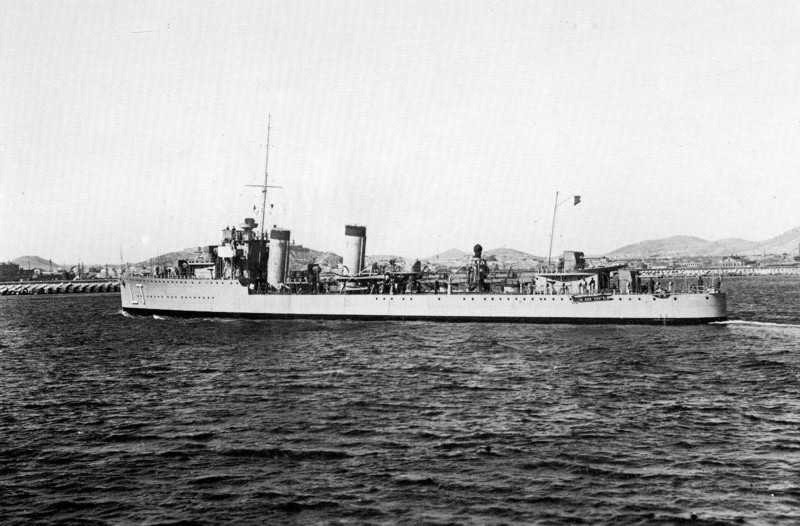
Španělský torpédoborec Lepanto

### První skupina
Výzbroj torpédoborců první skupiny (Churucca až Almirante Valdés) tvořilo pět 120mm kanónů (jeden byl později odstraněn), jeden 76mm kanón, čtyři 7,7mm kulomety, dva trojité 533mm torpédomety a dvě skluzavky hlubinných pum. Pohonný systém tvořily čtyři kotle Yarrow a dvě sady turbín Parsons o výkonu 42 000 hp. Nejvyšší rychlost dosahovala 36 uzlů. Dosah byl 4000 námořních mil při rychlosti 14 uzlů.

### Druhá skupina
Torpédoborce druhé skupiny (Almirante Antequera až Ulloa) se lišily zejména upraveným můstkem, novým trojnožkovým stožárem a výzbrojí oslabenou o jeden 120mm kanón. Díky zvětšené zásobě paliva měly o 500 námořních mil větší dosah. Dokončení plavidel druhé série ovlivnilo vypuknutí občanské války. Výzbroj jednotlivých plavidel se lišila.

### Modifikace
Ve 40. letech nesly výzbroj ve složení čtyři 120mm kanóny, jeden 76mm kanón, čtyři 37mm kanóny, čtyři 20mm kanóny, šest 533mm torpédometů a čtyři vrhače hlubinných pum. Lehká kanónová výzbroj byla postupně redukována.